# Bolesław Sinicki
Bolesław Sinicki (ur. 24 kwietnia 1896 w Kopaniarzach, zm. 16 grudnia 1967) – polski górnik, poseł na Sejm PRL I kadencji.

## Życiorys
Ukończył 8 klas szkoły powszechnej oraz 3 klasy szkoły zawodowej. Został górnikiem, pracował jako rębacz strzałowy oraz brygadzista w Kopalni Węgla Kamiennego Nowa Ruda. W 1952 uzyskał mandat posła na Sejm PRL I kadencji w okręgu Kłodzko, nie należał do partii politycznej.
Został odznaczony Brązowym (1950) i Złotym (1950) Krzyżem Zasługi, Orderem Sztandaru Pracy II klasy (1951) oraz Medalem 10-lecia Polski Ludowej (1955).
Został pochowany na Cmentarzu w Nowej Rudzie.